# PAE Ergotelis
PAE Ergotelis (řecky ΠΑΕ Εργοτέλης ΓΣ – Ποδοσφαιρική Ανώνυμη Εταιρεία Εργοτέλης Γυμναστικός Σύλλογος, fotbalový oddíl gymnastického klubu Ergotelis) je řecký fotbalový klub z města Iraklio na Krétě, který byl založen v roce 1929. Letopočet založení je i v klubovém emblému. Domácím hřištěm je stadion Pankritio s kapacitou 25 780 míst.
Klubové barvy jsou žlutá a černá.
V sezóně 2014/15 skončil klub na 16. místě v řecké Superlize a sestoupil.

## Sestava
K 28. 1. 2015
| Číslo |         | Pozice | Hráč                                            |
| ----- | ------- | ------ | ----------------------------------------------- |
|       | Řecko   | B      | Giannis Dermitzakis                             |
|       | Řecko   | B      | Grigorios Athanasiou                            |
|       | Řecko   | O      | Minas Pitsos (kapitán)                          |
|       | Albánie | O      | Albi Ala                                        |
|       | Řecko   | O      | Lefteris Gialousis                              |
|       | Řecko   | O      | Giorgos Kyriakopoulos (host z. Asteras Tripoli) |
|       | Řecko   | O      | Christos Gromitsaris                            |
|       | Řecko   | Z      | Antonis Bourselis                               |
|       | Řecko   | Z      | Vasilios Rentzas                                |
|       | Řecko   | Z      | Konstantinos Kaznaferis                         |

| Číslo |          | Pozice | Hráč                               |
| ----- | -------- | ------ | ---------------------------------- |
|       | Brazílie | Z      | Elton Calé                         |
|       | Řecko    | Z      | Leonardo Koutris                   |
|       | Francie  | Z      | Thomas Dos Santos                  |
|       | Řecko    | Z      | Michalis Avgenikou                 |
|       | Albánie  | Z      | Zani Kurti                         |
|       | Řecko    | Ú      | Sokratis Evaggelou                 |
|       | Řecko    | Ú      | Giorgos Pamlidis                   |
|       | Řecko    | Ú      | Konstantinos Garefalakis           |
|       | Řecko    | Ú      | Giannis Domatas                    |
|       | Řecko    | Ú      | Dimitrios Manos (host z. Veria FC) |